# Stylidium plantagineum
Stylidium plantagineum este o specie de plante dicotiledonate din genul Stylidium, familia Stylidiaceae, ordinul Asterales, descrisă de Sonder. Conform Catalogue of Life specia Stylidium plantagineum nu are subspecii cunoscute.